# Котов, Фёдор Прокофьевич
Фёдор Проко́фьевич Ко́тов (2 мая 1908 — 26 октября 1980)  — советский государственный и партийный деятель. В 1953 и в 1954—1960 годах — председатель Хабаровского крайисполкома.

## Биография
Родился 2 мая 1908 года (15 мая по новому стилю). Член ВКП(б) с 1939 года.
С 3 марта по 7 апреля 1953 года и с 19 января 1954 по 18 февраля 1960 года — председатель Хабаровского крайисполкома.
Депутат Верховного Совета СССР 4 созыва. Делегат XX съезда КПСС.
Умер 26 октября 1980 года в Москве.